# Stobreč
Stobreč – wieś w Chorwacji, w żupanii splicko-dalmatyńskiej, w mieście Split. W 2011 roku liczyła 2978 mieszkańców.